# Rinus Terlouw
Marinus „Rinus” Terlouw (ur. 16 czerwca 1922 w Capelle aan den IJssel, zm. 17 grudnia 1992 tamże) – holenderski piłkarz grający na pozycji obrońcy. W swojej karierze rozegrał 34 mecze w reprezentacji Holandii.

## Kariera klubowa
W swojej karierze piłkarskiej Terlouw grał w takich klubach jak: DCV Krimpen (1945–1949) i Sparta Rotterdam (1949–1958). W sezonie 1957/1958 zdobył ze Spartą Puchar Holandii.

## Kariera reprezentacyjna
W reprezentacji Holandii Terlouw zadebiutował 18 kwietnia 1948 roku w zremisowanym 2:2 towarzyskim meczu z Belgią, rozegranym w Rotterdamie. W 1948 roku był w kadrze Holandii na igrzyska olimpijskie w Londynie, a w 1952 roku został powołany do kadry na igrzyska olimpijskie w Helsinkach. Od 1948 do 1954 roku rozegrał w kadrze narodowej 34 mecze.